# パラオ (護衛空母)
|           |                                                                           |
| 艦歴      |                                                                           |
| 発注      |                                                                           |
| 起工      | 1945年2月19日                                                             |
| 進水      | 1945年8月6日                                                              |
| 就役      | 1946年1月15日                                                             |
| 退役      | 1954年6月15日                                                             |
| 除籍      | 1960年4月1日                                                              |
| その後    | 1960年7月13日にスクラップとして売却                                       |
| 性能諸元  |                                                                           |
| 排水量    | 11,373トン(基準)                                                          |
| 全長:     | 169.9m                                                                    |
| 全幅:     | 32.05m                                                                    |
| 吃水:     | 8.5m                                                                      |
| 機関:     | 4基筒蒸気タービン×2基 スクリュープロペラ×2軸                              |
| 最大速:   | 19ノット                                                                  |
| 航続距離: |                                                                           |
| 乗員:     | 士官、兵員1,066名                                                         |
| 兵装:     | 38口径5インチ単装砲 2基 40mm4連装機銃 3基 40mm連装機銃 12基 20mm機銃 20基 |
| 搭載機:   | 戦闘機×18機 艦上攻撃機×12機                                               |

パラオ (USS Palau, CVE-122) は、アメリカ海軍の護衛空母。コメンスメント・ベイ級航空母艦の18番艦。艦名はパラオに因んで命名された。

## 艦歴
パラオは1945年2月19日にワシントン州タコマのトッド造船所で起工した。1945年8月6日にJ・P・ホイットニー夫人によって進水し、1946年1月15日にW・E・クリーヴズ艦長の指揮下就役した。
就役と同時に戦後の復員活動が始まり、パラオはカリフォルニア州沖合で整調後にパナマ運河を通過し、整調後の信頼性試験をボストンで行った後、5月11日にノーフォークへ移動すると1947年5月まで同地に停泊した。5月22日にキューバ南部へ向けて回復訓練のため出航し、その後ノーフォーク北部とニューヨークに移動した後、続いてレシフェへ向かい、その後西アフリカに向かう。パラオは8月16日に西海岸へ帰還し、再びボストンで信頼性試験を受けた後、ノーフォークに1947年12月から1948年3月まで停泊する。1948年の春に東海岸沖で作戦活動に従事し6月3日にトルコへの援助計画に基づいて地中海に向けて航空機運搬のため出航し、イェシルキョイに到着する。8月7日にノーフォークに帰還すると1952年4月まで西インド諸島で活動する。その後ノーフォークを離れ地中海で第6艦隊と共に作戦活動を6月後半まで行い、続いて東海岸で第2艦隊での任務を再開した。
パラオは1953年前半に不活性化が決まり、最後の航空機輸送任務を横須賀に向けて8月8日から10月22日まで行った。帰国するとフィラデルフィア海軍工廠入りし、1954年6月15日に退役する。パラオは大西洋予備役艦隊入りし、フィラデルフィアに保管される。1960年4月1日に除籍され、7月13日にニューヨークのジャック・ピエロジュニア・アンド・サンズ社に売却された。